# Franciszek Gaston de Bethune

Markiz Franciszek Gaston de Béthune (ur. 3 maja 1638 w Selles, zm. 4 października 1692) – poseł króla francuskiego Ludwika XIV na dwór Jana III Sobieskiego. W latach 1676–1684 i 1684–1692 ambasador francuski w Polsce.

## Życiorys
Syn Hipolita de Béthune, markiza Chabris, i Anny Marii de Beauvilliers. 20 stycznia 1669 w Ruel ożenił się z Ludwiką Marią d’Arquien, córką Henryka Alberta d’Arquiena i Franciszki de La Châtre; starszą siostrą Marii Kazimiery Sobieskiej, królowej Polski. Przebywał w Polsce w latach 1676–1681 i 1685–1691 jako poseł Ludwika XIV. Celem misji de Bethune'a było przekonania Jana III do sojuszu z Francją i Turcją przeciw Austrii.
Z Ludwiką Marią d’Arquien doczekał się czworga dzieci:
- Ludwik de Béthune, markiz Béthune,
- Ludwik Maria Wiktor de Béthune, hrabia Béthune (zm. 1744),
- Maria Krystyna Katarzyna de Béthune (1677-1721), żona (1) Stanisława Radziwiłła (1648-1690), (2) Aleksandra Sapiehy (1671-1734),
- Joanna Maria Béthune (zm. 1744), żona Jana Stanisława Jabłonowskiego (1669-1731).